# Гунзо
Гунзо (на немски: Gunzo) е алемански херцог през ранния 7 век с резиденция във вила Ибуринга, днешен Юберлинген на Боденското езеро.

## Биография
Херцог Гунзо кани клериците и епископите от околността през 635 г. на църковен събор в Констанц и ръководи избора на дякон Йохан за епископ на Констанц като наследник на умрелия епископ Гауденций. Вероятно Гунзо владее само източната половина на Алемания.

## Деца
Гунзо е баща на Фридибурга, която е сгодена за франкския крал Сигиберт III.